# Helena Seidel
Helena Seidel (ur. 21 października 1923 w Bydgoszczy, zm. 18 marca 2003) – polski bibliotekarz i filolog. Dyrektor Biblioteki Raczyńskich w Poznaniu (druga kobieta na tym stanowisku, po Halinie Kurkównej).

## Życiorys
Była filologiem angielskim. W Bibliotece Raczyńskich pracowała w latach 1959-1974, a dyrektorem była w latach 1964-1972 (w pozostałym okresie zatrudnienia był wicedyrektorem). Odznaczona Złotym Krzyżem Zasługi
Została pochowana na Cmentarzu Junikowo w Poznaniu.